# Metrionella tumacoensis
Metrionella tumacoensis es una especie de insecto coleóptero de la familia Chrysomelidae. Fue descrita en 2002 por Borowiec.